# アレクサンドル・コノヴァロフ
アレクサンドル・ウラジーミロヴィチ・コノヴァロフ（ロシア語: Алекса́ндр Влади́мирович Конова́лов, ラテン文字転写: Aleksandr Vladimirovich Konovalov, 1968年6月9日 - ）は、ロシアの法律家、司法官僚、政治家。レニングラード（現在のサンクトペテルブルク）出身。司法大臣。
1986年から2年間、兵役に就く。1992年サンクトペテルブルク大学法学部を卒業し、ペテルブルク検事局に勤務する。2005年2月バシコルトスタン共和国検事総長を経て、2005年11月14日沿ヴォルガ連邦管区大統領全権代表。
2008年5月法相に任命された。2020年1月退任。